# Syngnathus schmidti
Syngnathus schmidti es una especie de pez de la familia Syngnathidae.

## Morfología
Los machos pueden alcanzar 11 cm de longitud total.

## Reproducción
Es ovovivíparo y el macho transporta los huevos en una bolsa ventral, la cual se encuentra debajo de la cola.

## Alimentación
Come principalmente copépodos (en especial, Acartia clauses ,Pseudocalanus elongatus ,Oithona enana y Pseudocalanus parvus ).

## Hábitat
Es un pez pelágico  de clima templado  que vive entre 0-100 m de profundidad.

## Distribución geográfica
Se encuentra en el Mar Negro y el Mar de Azov.